# Challenge Mayennais
Le Challenge Mayennais est une course cycliste disputée au mois d'août dans le Bocaye Mayennais. Créée en 1988, cette compétition se déroule sur plusieurs épreuves, avec un classement général établi aux points,. Elle fait actuellement partie du calendrier national de la Fédération française de cyclisme. 
En 2020, le Challenge est annulé en raison du contexte sanitaire lié à la pandémie de Covid-19. En 2025, l'organisation rend hommage au fondateur de la course André Milon, décédé quelques mois avant le début de la 38e édition. Ce dernier fut aussi maire de Saint-Germain-d'Anxure.

## Palmarès
| Année | Vainqueur             | Deuxième              | Troisième             |
| ----- | --------------------- | --------------------- | --------------------- |
| 1988  | D. Poirier            | L. Ferro              | L. Landelle           |
| 1989  | Philippe Hardy        | R. Faisant            | Dominique Desbrais    |
| 1990  | Stéphane Heulot       | Bruno Huger           | Fabrice Taillefer     |
| 1991  | D. Gérard             | Alex Tranchart        | R. Faisant            |
| 1992  | R. Faisant            | Jean-Pierre Godard    | Raymond Gaugain       |
| 1993  | Franck Laurance       | Olivier Adam          | L. Drouard            |
| 1994  | Éric Garel            | Raymond Gaugain       | Sébastien Guénée      |
| 1995  | Bruno Huger           | Jean-Philippe Yon     | Peter Daly            |
| 1996  | Dominique David       | Ludovic Martin        | Éric Garel            |
| 1997  | Frédéric Drillaud     | L. Planchard          | Sébastien Guénée      |
| 1998  | Stéphane Bellicaud    | Guillaume Judas       | Dominique David       |
| 1999  | René Taillandier      | Laurent Planchaud     | Samuel Cheval         |
| 2000  | Jonathan Dayus        | Gérard Aviègne        | Christopher Breedon   |
| 2001  | Christophe Guillôme   | Shin'ichi Fukushima   | Yann Pivois           |
| 2002  | Franck Charrier       | Christophe Guillôme   | Olivier Grammaire     |
| 2003  | David Danion          | Mariusz Witecki       | Benjamin Johnson      |
| 2004  | Charles Guilbert      | Vladimir Koev         | Stéphane Cougé        |
| 2005  | Christophe Diguet     | Nikolas Cotret        | Samuel Gicquel        |
| 2006  | Stefan Kushlev        | Yvan Sartis           | Julien Foisnet        |
| 2007  | Julien Foisnet        | Stefan Kushlev        | Aurélien Ribet        |
| 2008  | Tony Cavet            | Stefan Kushlev        | Kévin Rouet           |
| 2009  | Julien Foisnet        | Christophe Diguet     | Benjamin Le Montagner |
| 2010  | Tomasz Olejnik        | Alban Piquet          | Yvan Sartis           |
| 2011  | Kévin Denis           | Théo Vimpère          | T. Malle              |
| 2012  | Bryan Nauleau         | Flavien Maurelet      | Julien Duval          |
| 2013  | Flavien Maurelet      | Édouard Louyest       | Tomasz Olejnik        |
| 2014  | Ronan Racault         | Émilien Clère         | Alexis isérable       |
| 2015  | Ronan Racault         | Justin Mottier        | Nicolas Garbet        |
| 2016  | Kévin Le Cunff        | Nicolas Garbet        | Victor Gousset        |
| 2017  | Ronan Racault         | Julien Guay           | Dany Maffeïs          |
| 2018  | Émilien Vandermeersch | Scott Auld            | Axel Mariault         |
| 2019  | Enzo Bernard          | Émilien Vandermeersch | Cyrille Patoux        |
| 2020  | annulé                |                       |                       |
| 2021  | Hugo Roussel          | Vincent Pastot        | Florian Rapiteau      |
| 2022  | Killian Théot         | Florian Maitre        | Kévin Avoine          |
| 2023  | Louka Matthys         | Adrien Garel          | Farley Barber         |
| 2024  | Guillaume Dauschy     | Louis Hardouin        | Killian Théot         |
| 2025  | Thomas Garel          | Bastien Pichon        | Louis Hardouin        |